# Природоохоронні території Косова
 Природоохоронні території Косова включають 2 національні парки, 11 природних заповідників, 99 пам'яток природи та 3 природоохоронних ландшафти. Загальна площа всіх охоронюваних територій в країні 1189,13 км². Національна політика управління та менеджменту національними парками реалізується Міністерством навколишнього середовища та просторового планування Косова.

## Національні парки
| Зображення | Назва                                                             | Площа                        | Заснован       | Розташування                                                                                    |
| ---------- | ----------------------------------------------------------------- | ---------------------------- | -------------- | ----------------------------------------------------------------------------------------------- |
|            | Національний парк Б'єшкет-Немуна Parku Kombëtar Bjeshkët e Nemuna | 63 028 гектарів (630,28 км2) | 13 грудня 2012 |                                                                                                 |
|            | Шар-Планина Parku Kombëtar Malet e Sharrit                        | 53 272 гектари (532,72 км2)  | 13 грудня 2012 | Природоохоронні території Косова. Карта розташування: Косово · Природоохоронні території Косова |

## Природні заповідники
| Зображення | Назва                                                   | Площа                  | Заснован | Розташування                                                                                    |
| ---------- | ------------------------------------------------------- | ---------------------- | -------- | ----------------------------------------------------------------------------------------------- |
|            | Мая-Арненіт Rezerva Strikte të Natyrës Maja e Arnenit   | 30 гектарів (0,30 км2) | 1960     | Природоохоронні території Косова. Карта розташування: Косово · Природоохоронні території Косова |
|            | Ошлацький заповідник Rezerva Strikte të Natyrës Oshlaku | 20 гектарів (0,20 км2) | 1960     | Природоохоронні території Косова. Карта розташування: Косово · Природоохоронні території Косова |